# 普勒戎
普勒戎，或译为希腊引，古希腊的长度单位，大小等于100希腊尺（ποῦς, pous）。它大致等于一般竞技跑道的宽度，同时也是古希腊摔跤场的长度和宽度，因为最初摔跤比赛都是在跑道上进行的。在里巴尼乌斯的《演说》（Orationes）第十章中曾将普勒戎的值被给定为摔跤场的尺寸。
虽然各个城邦间每普勒戎的大小可能并不相同，但其长度通常都在30米左右。因此，1平方普勒戎大约是30米×30米的正方形的面积，既900平方米。
直至拜占庭帝国时期，该单位仍在使用，大小为100尺，或者说是40步（bema/βῆμα）。
平方普勒戎，或简作普勒戎，也被用来表示面积的大小。它相当于希腊的亩，用来计量土地尤其是葡萄园的大小，大小被定义为两牛联套一天所能犁地的量。拜占庭帝国时期，这个面积单位演变为了“斯特伦马”，经过米制化之后，在现代希腊沿用至今。